# Stazione di Busche-Lentiai-Mel
La stazione di Busche-Lentiai-Mel è una stazione ferroviaria posta sulla linea Calalzo-Padova. Serve il centro abitato di Busche, frazione del comune di Cesiomaggiore, e il comune limitrofo di Borgo Valbelluna in particolare con le sue frazioni Mel e Lentiai.

## Movimento
La stazione è servita da treni regionali svolti da Trenitalia nell'ambito del contratto di servizio stipulato con le regioni interessate.